# 圣诞奇迹
《圣诞奇迹》（英語：Christmas Magic）是新西兰基督城女高音海莉·薇思特拉的2009年发行的新的国际专辑。
《圣诞奇迹》收纳了古典圣诞赞美歌，英国传统圣诞节颂歌，还有三首由她亲自参与谱写的圣诞节新歌。此专辑在新西兰发布的特别版本中还包括与罗南·基廷合唱的一首新歌《圣诞节的心愿》。

## 曲目列表
1. 通往伯利恒的小路（Little Road to Bethlehem）
2. 钟声颂歌（Carol of the Bells）
3. 圣诞颂歌（Christmas Song （Chestnuts Roasting on an Open Fire）)
4. 以马内利恳求降临（Veni Veni Emmanuel）
5. 平安夜（Silent Night）
6. 圣诞早晨（Christmas Morning）
7. 驾雪橇（Sleigh Ride）
8. 河（River）
9. 小鼓手男孩（Little Drummer Boy）
10. 圣体颂（Corpus Christi Carol）
11. 与你同在（All with You）
12. 考文垂颂歌（The Coventry Carol）
13. 冬日之梦（Winter's Dream）
14. 平安降临（Peace Shall Come）